# Baie d'Auvert
La baie d'Auvert est une baie de 13 km de large, comprise entre le cap Evensen et le cap Bellue, le long de la côte nord-ouest de la péninsule de Stresher, en Terre de Graham en Antarctique.

## Histoire
Elle a été découverte par l'expédition antarctique française (1908-1910), de Jean-Baptiste Charcot qui lui a donné ce nom en hommage à Paul Auvert qui a commandé le navire La Manche à la station de Terre-Neuve et d'Islande en 1897-1898).